# Wire in the Blood
Wire In The Blood is een Britse misdaadreeks waarin klinisch psycholoog Dr. Tony Hill als gedragsanalist (profiler) door de politie van een fictieve Engelse stad, Bradfield, geëngageerd wordt om te helpen bij het oplossen van moordzaken. Hij is een excentriek man, maar met zijn analytisch inzicht is hij erg vaak succesvol en zijn vreemde methodes zorgen voor veel vraagtekens bij het politiekorps.
De scripts zijn gebaseerd op de boeken van de Schotse schrijfster Val McDermid. Robson Green speelde Tony Hill en Tom Chadbon had de rol van Chief Inspector John Brandon in de eerste twee seizoenen, terwijl Hermione Norris, ook een van de vaste medewerkers in de serie, de rol van Carol Jordan voor haar rekening nam in de eerste drie seizoenen. In de laatste drie werd zij vervangen (vertrokken naar Zuid-Afrika) door Simone Lahbib, die gestalte gaf aan Alex Fielding.
De serie is vanaf 2002 tot en met 2008 in zes seizoenen te zien geweest op ITV, het eerste seizoen met drie afleveringen, de volgende vijf seizoenen met telkens vier afleveringen, maar werd in 2009 na 24 episodes geschrapt omwille van de te hoge productiekosten en andere series. In Vlaanderen zond Canvas de reeks uit.

## Afleveringen
- The Mermaids Singing, deel 1
- The Mermaids Singing, deel 2
- Shadows Rising, deel 1
- Shadows Rising, deel 2
- Justice Painted Blind, deel 1
- Justice Painted Blind, deel 2
- Still She Cries
- The Darkness of Light
- Right to Silence
- Sharp Compassion
- Redemption
- Bad Seed
- Nothing But The Night
- Synchronicity
- Time to Murder and Create
- Torment
- Hole in the Heart
- The Wounded Surgeon
- The Colour of Amber
- Nocebo
- The Names of Angels
- Anything You Can Do
- Prayer of the Bone: special tussen de vijfde en zesde serie in die zich afspeelt in Texas (Verenigde Staten)
- Unnatural Vices
- Falls the Shadow
- From the Defeated
- The Dead Land